# المطار العتيق (الدوحة)

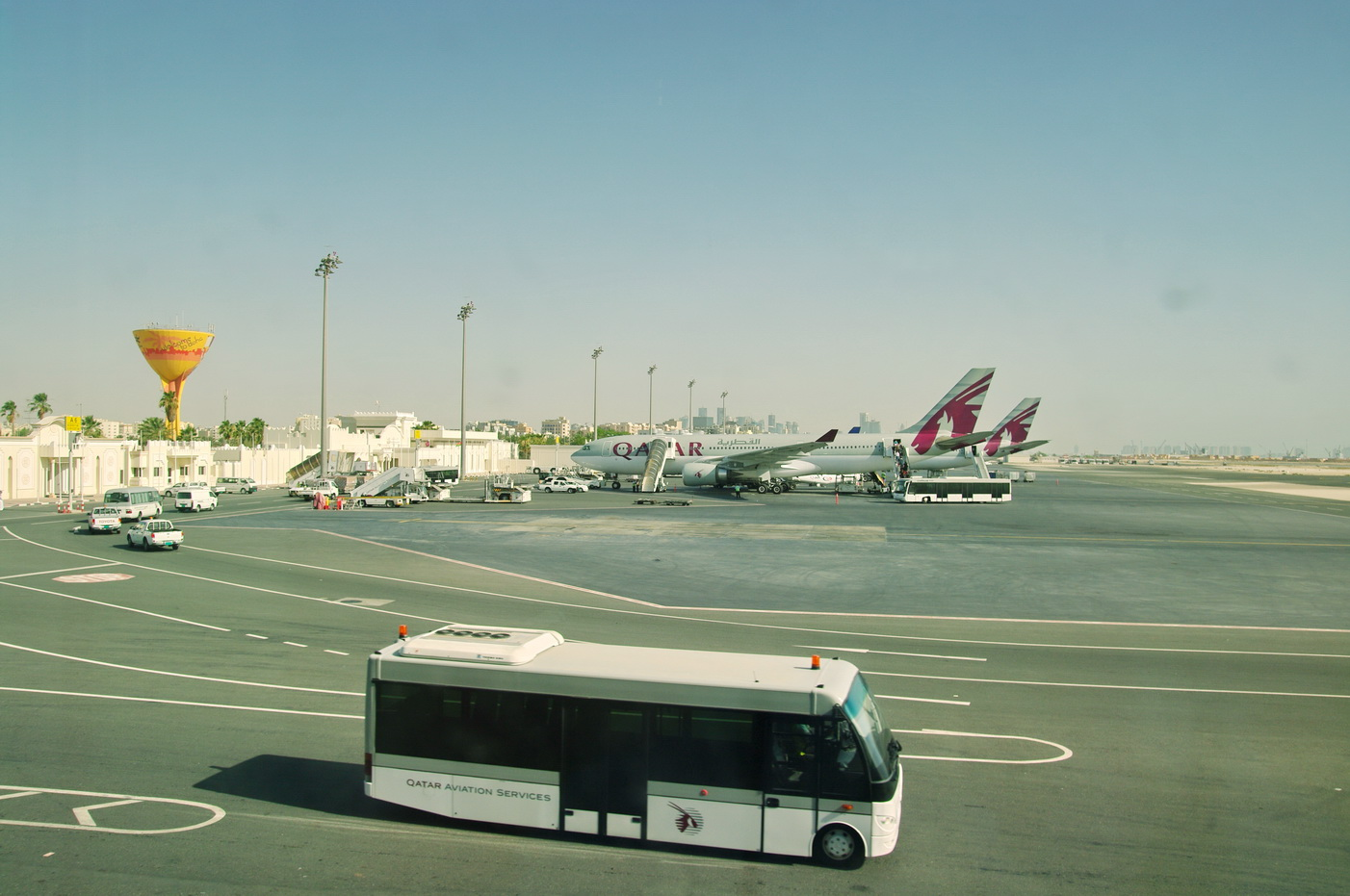
مطار الدوحة الدولي القديم

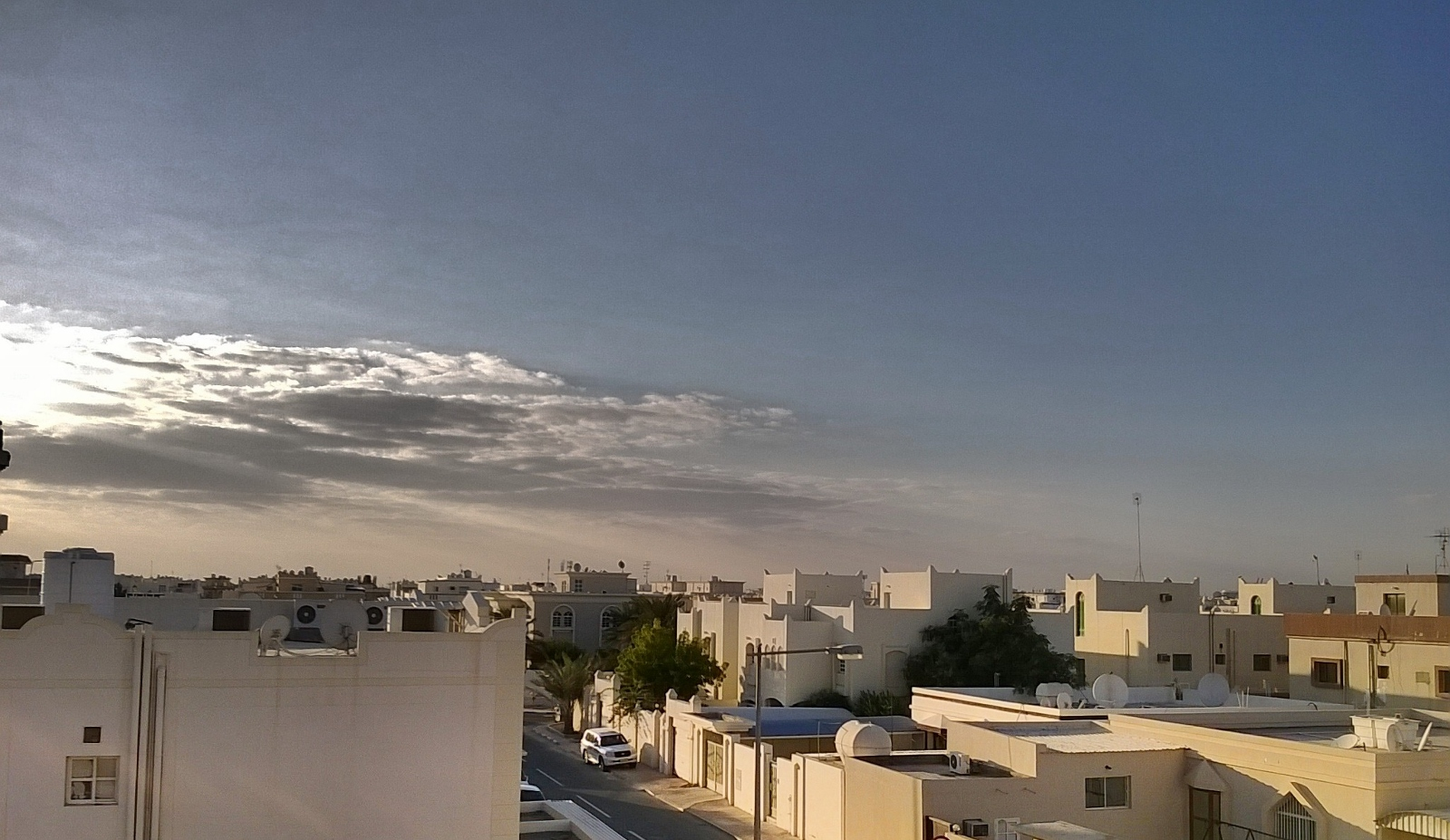
حي في منطقة المطار العتيق

المطار العتيق أو المطار القديم في الدوحة هي منطقة في الدوحة، قطر. تقع المنطقة بالقرب من موقع مطار الدوحة الدولي القديم الذي كان يخدم قطر قبل إنشاء مطار حمد الدولي. يمر عبر المنطقة شارع المطار القديم، والذي يخدم العديد من الشركات وتجار التجزئة من سكان المنطقة، كما يقع أول مركز تجاري تم تشييده في قطر أيضًا داخل المنطقة، بجوار دوار النجمة المزدحم.

## الإدارة
عندما جرت الانتخابات للمجلس البلدي المركزي لأول مرة في قطر عام 1999، عُينت منطقة المطار كمقر للدائرة رقم 9. وبقيت مقرًا للدائرة التاسعة حتى الانتخابات البلدية الخامسة في عام 2015، حيث تقررت أن تكون مقرًا للدائرة 8. تشمل المنطقة أحياء: رأس أبو عبود، شرق النعيجة، الخليفات، الهتمي الجديد، ميناء الدوحة، المرقاب، شركة سوق، الغانم العتيق، الجسرة، أم غويلينة، النجمة، فريج بن دورهام، الهلال، المنصورة وبراحة الجفيري.

## النقل

### الطرق
تُعد شركة مواصلات شركة النقل الرسمية في قطر وتخدم المجتمع من خلال تشغيل خطوط الحافلات العامة. يخدم المطار العتيق خط حافلات واحد ينطلق من محطة حافلات الغانم. يتوقف الخط 11 في النجمة ومجموعة اللولو العالمية والمطار العتيق ومحطة في الثمامة في موقف الحافلات رقم 5، ويعمل بتردد كل 20 دقيقة في جميع أيام الأسبوع.
الطرق الرئيسية التي تمر عبر المنطقة هي الطريق الدائري الرابع، الطريق الدائري الخامس، شارع المطار وشارع النجمة.

### الجوي
يقع مطار الدوحة الدولي، وهو المطار الرئيسي لقطر سابقًا في المنطقة. تم إيقافه بعد افتتاح مطار حمد الدولي في مايو 2014.

### السكة الحديدية
حاليًا، تخدم محطتا مترو أنفاق المطار العتيق (محطة مترو المطار العتيق، ومحطة مترو عقبة بن نافع)، وكلاهما جزء من الخط الأحمر لمترو الدوحة. كجزء من المرحلة الأولى من المترو، تم افتتاح المحطات في 8 مايو 2019، إلى جانب معظم محطات الخط الأحمر الأخرى.
تقع محطة المطار العتيق عند تقاطع شارع المطار القديم والطريق الدائري الرابع، وتوفر أنفاقًا للمشاة تحت الأرض في جميع الزوايا الأربع. ومن بين مرافق المحطة جهاز صراف آلي تابع لبنك قطر الوطني وغرفة للصلاة ودورات مياه. تشمل المعالم القريبة على بعد مسافة قصيرة سيرًا على الأقدام حديقة المطار العتيق وفندق أوريكس روتانا ومطار الدوحة الدولي المتوقف عن العمل.
تقع محطة عقبة بن نافع على شارع المطار - تقاطع عقبة بن نافع جنوب محطة المطار القديم. يحتوي على نفس المرافق الموجودة في محطة المطار القديم. هناك ما مجموعه ثلاث خطوط مترو، وهي شبكة حافلات مترو الدوحة تخدم المحطة:
- M123 الذي يخدم المطار القديم والنعيجة.
- M124، الذي يخدم المطار القديم.
- M125 الذي يخدم الثمامة.

## الخطة الرئيسية الوطنية لدولة قطر
توصف الخطة الرئيسية الوطنية القطرية (QNMP) بأنها «تمثيل مكاني لرؤية قطر الوطنية 2030». كجزء من خطة المركز الحضري لـ QNMP، والتي تهدف إلى تنفيذ إستراتيجيات التنمية في 28 محورًا مركزيًا تخدم المجتمعات المحيطة بها، تم تعيين المطار القديم كمركز مدينة، وهو ثالث أعلى تصنيف.
تكمن أهمية مركز مدينة المطار القديم في مكانته كطريق بين جنوب شرق الدوحة والوكرة. وبالتالي، تؤكد الخطة على إنشاء المزيد من المكاتب متعددة الاستخدامات ومساحات البيع بالتجزئة، وتحسين البنية التحتية للمشاة، وارتفاع المباني في شارع المطار، الذي يربط المنطقتين. تعد إمكانية وصول المشاة أولوية أخرى لخطة المركز، لا سيما بناء جسور المشاة العلوية.

## السكان

حي في منطقة المطار العتيق

اعتبارًا من تعداد عام 2010، كانت المنطقة تتألف من 10,063 وحدة سكنية و 856 منشأة. كما كان هناك 44,275 شخصًا يعيشون في المنطقة، 61% منهم من الذكور و 39% من الإناث. من أصل 44.275 نسمة، كان 72% منهم يبلغون من العمر 20 عامًا أو أكثر و 28% كانوا تحت سن العشرين. وبلغ معدل معرفة القراءة والكتابة 98٪.
يشكل الأشخاص العاملون 57% من إجمالي السكان. تمثل الإناث 22% من السكان العاملين، بينما يمثل الذكور 78% من السكان العاملين.

## التعليم
تقع المدارس التالية في منطقة المطار العتيق:
| اسم المدرسة                  | منهاج دراسي | درجة                | الجنس  | الموقع الرسمي | المرجع |
| ---------------------------- | ----------- | ------------------- | ------ | ------------- | ------ |
| شركة الحمد العالمية للتطوير  | دولي        | روضة أطفال - ثانوية | كلاهما |               | [ 22 ] |
| الأكاديمية الأمريكية         | دولي        | ابتدائي - ثانوي     | كلاهما | الموقع الرسمي | [ 23 ] |
| روضة الفجر الجديد            | دولي        | روضة أطفال          | كلاهما |               | [ 24 ] |
| روضة الخلود                  | دولي        | روضة أطفال          | كلاهما |               | [ 25 ] |
| مدرسة بهافان العامة - المطار | دولي        | روضة أطفال - ثانوية | كلاهما | الموقع الرسمي | [ 26 ] |
| الأكاديمية العالمية الدولية  | دولي        | روضة أطفال - ثانوية | كلاهما | الموقع الرسمي | [ 27 ] |
| روضة حاقل الربيع - المطار    | دولي        | روضة أطفال          | كلاهما |               | [ 28 ] |
| روضة رايزينج ستارز           | دولي        | روضة أطفال          | كلاهما | الموقع الرسمي | [ 29 ] |

## معرض صور

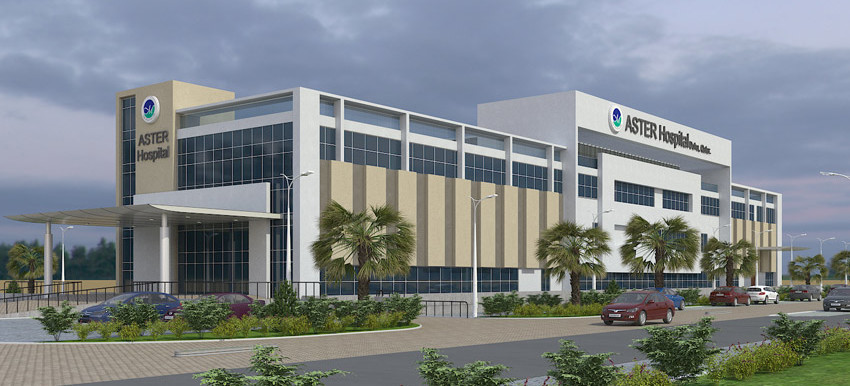
مستشفى استر في منطقة المطار العتيق
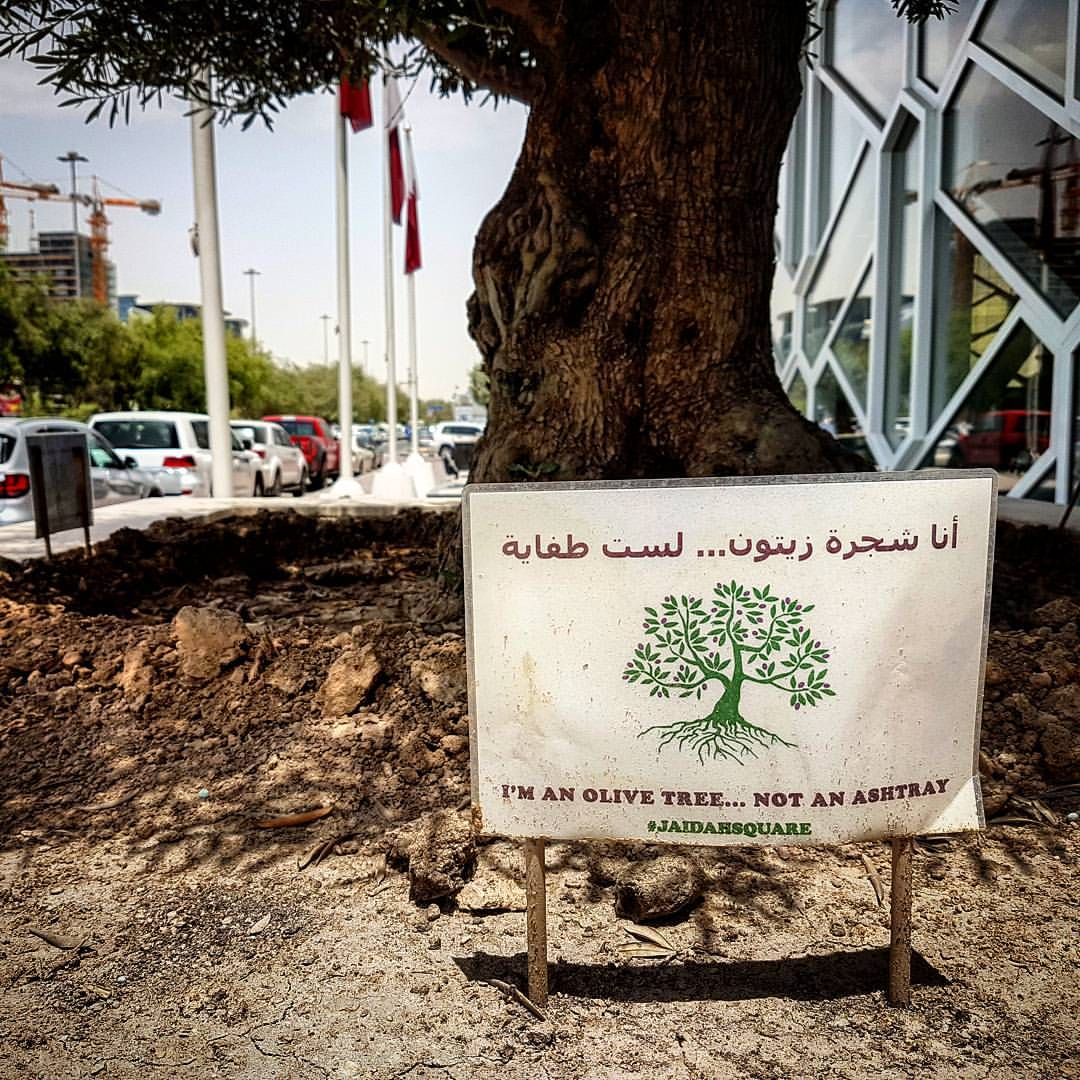
ساحة الجيدة على طريق المطار القديم
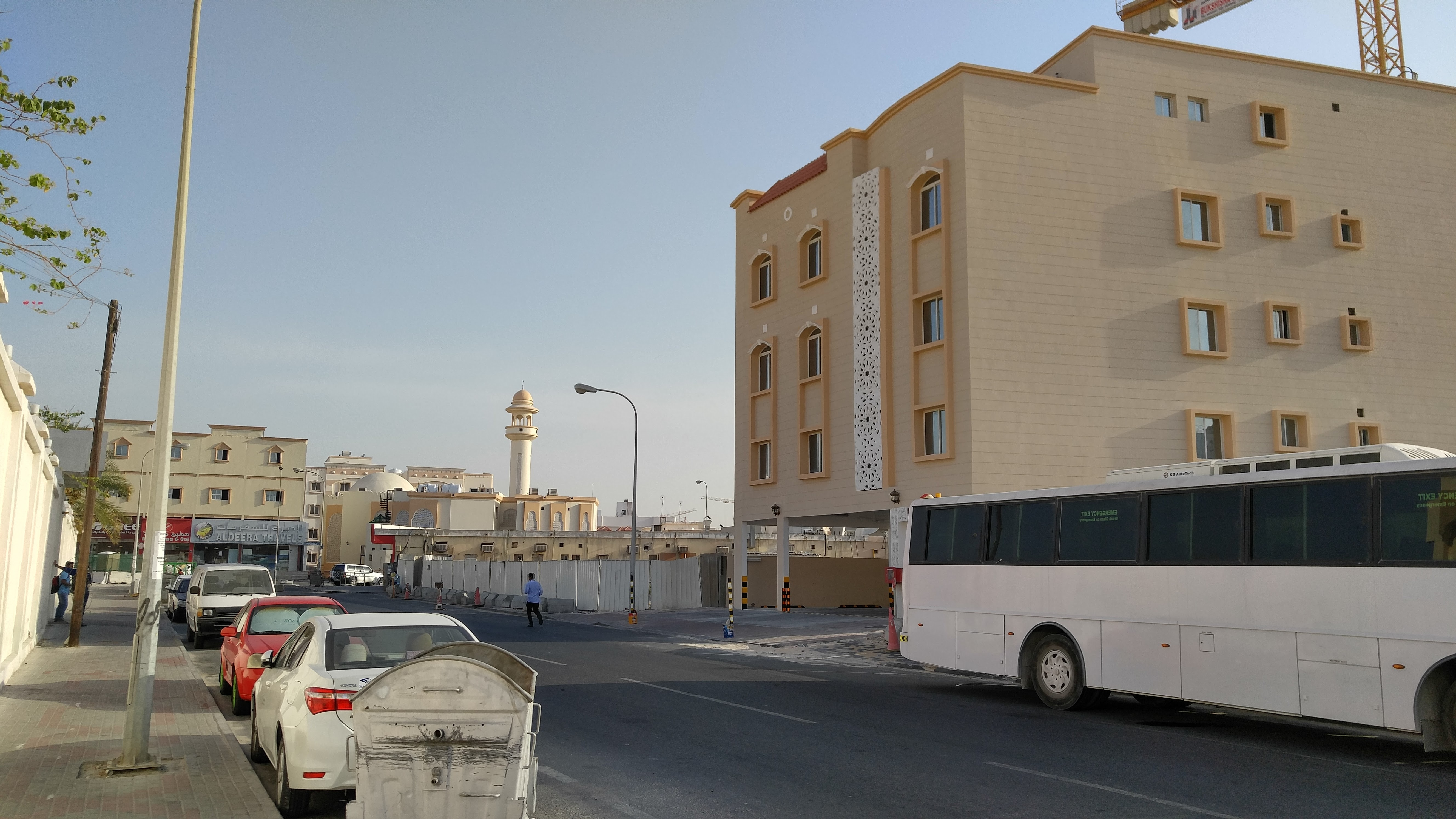
مباني في منطقة المطار العتيق